# スマーフ (映画シリーズ)

『スマーフシリーズ』は、2011年公開のソニー・ピクチャーズ アニメーション製作による『スマーフ』（The Smurfs）から始まる作品群である。 

## 長編
- 『スマーフ』 (2011年)
- 『スマーフ2 アイドル救出大作戦!』 (2013年)
- 『スマーフ スマーフェットと秘密の大冒険』 (2017年)

## 短編
- 『The Smurfs: A Christmas Carol』 (2011年)
- 『The Smurfs: The Legend of Smurfy Hollow』 (2013年)